# 김여삼
김여삼(金汝三)은 항왜 김충선의 후손이다. 본관은 김해이다. 또는 우록이다.
그는 늙은 어머니가 죽자 삼성산(三聖山)에 여막(廬幕)을 짓고 3년간이나 시묘(侍墓)를 극진히 하였다. 
조선 후기에 간행된 "효행록(孝行錄)"에도 실렸다고 한다. 